# Itaconzuur
Itaconzuur of methyleenbarnsteenzuur is een organische verbinding die kan worden verkregen bij de destillatie van citroenzuur. Itaconzuur is een witte vaste stof die oplosbaar is in water, ethanol en aceton.
Itaconzuur is dankzij zijn brede mogelijkheden voor chemische reacties, de basis voor verschillende soorten chemische industrie.
Itaconzuur wordt in de natuur onder andere gemaakt door de schimmel Aspergillus terreus. Inmiddels worden de mogelijkheden verkend om itaconzuur in planten te produceren, omdat het dan een duurzame vervanger kan zijn van producten op basis van aardolie. Aan Wageningen University & Research is men daarin geslaagd door de genetische code voor de productie van itaconzuur uit de schimmel Aspergillus terreus te isoleren en in aardappelplanten binnen te brengen.